# Województwo mazowieckie (I Rzeczpospolita)
Województwo mazowieckie (łac. Palatinatus Masoviensis) – jednostka terytorialna Korony Królestwa Polskiego, później Rzeczypospolitej Obojga Narodów, istniejąca w latach 1529–1795, należąca do prowincji wielkopolskiej. Obejmowała powierzchnię 23 016 km². W jego skład wchodziło 10 ziem, tworzących razem 23 powiaty. Siedzibą wojewody była Warszawa. Sejmik generalny obradował w kościele św. Marcina w Warszawie.

## Historia

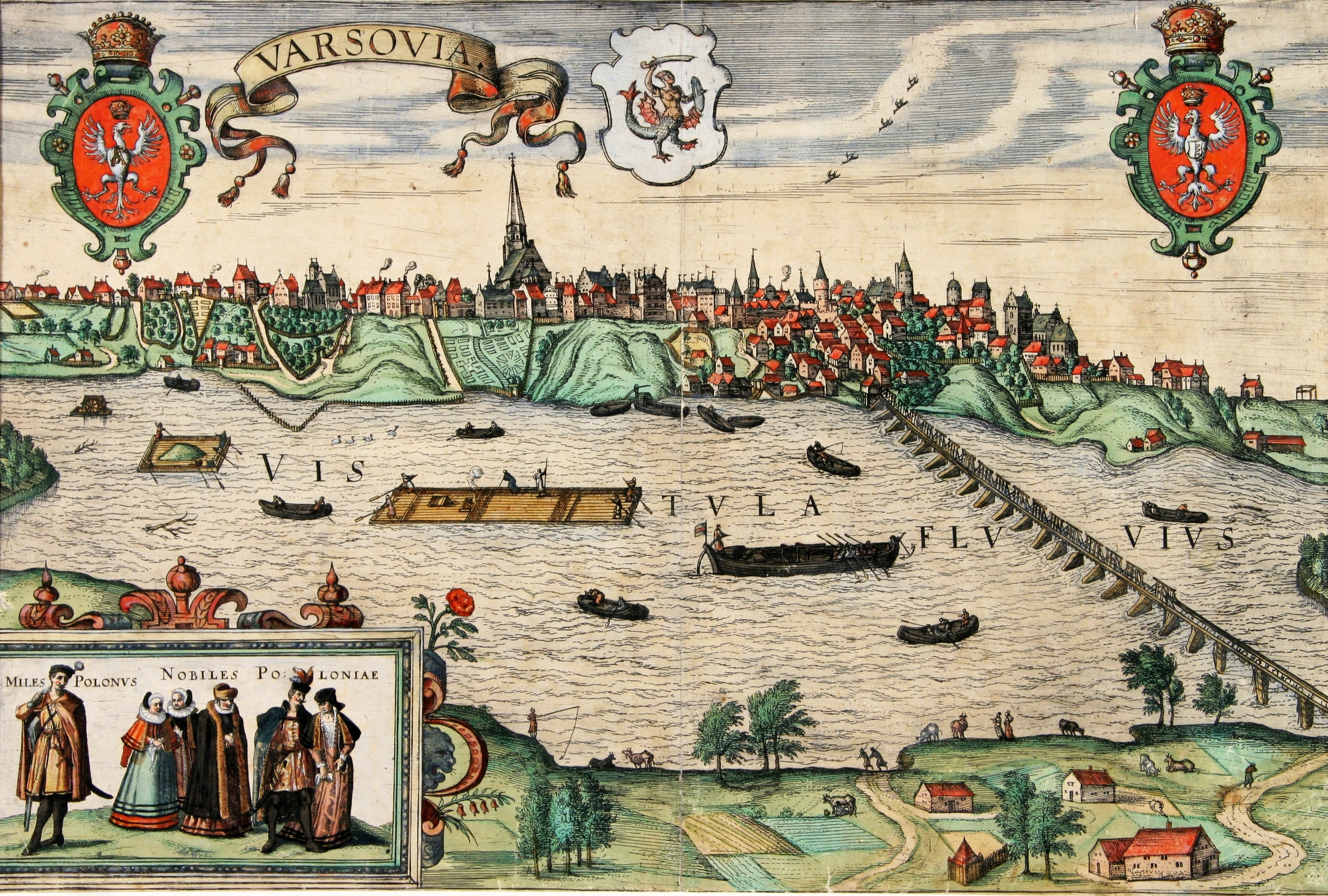
Warszawa – stolica woj. mazowieckiego

Po śmierci ostatniego z książąt mazowieckich Janusza III sejm mazowiecki złożył 10 września 1526 przysięgę na wierność królowi polskiemu. 20 września król Zygmunt I Stary ustanowił nowy urząd tymczasowego namiestnika dla Księstwa, vicesgerenta, którym miał być oddzielnie nominowany każdorazowy wojewoda mazowiecki. Pierwszym wicesgerentem został Feliks Brzeski.
Na zwołanym w początkach roku 1529 sejmie mazowieckim zawarto między Mazowszanami a delegatami koronnymi 11 lutego ugodę, mocą której Księstwo zostało wcielone do Korony na prawach województwa, a szlachta mazowiecka zrównana w prawach i obowiązkach z koronną. Ugodę tę zatwierdził Zygmunt Stary przywilejem piotrkowskim w dniu 27 grudnia 1529 r. Przywilej ten znosił wszystkie ciężary, daniny i świadczenia, do których szlachta mazowiecka była zobowiązana na rzecz książąt, natomiast zatwierdzał prawa, przywileje i wolności, jakie jej dotąd przysługiwały. Mazowsze zachowywało odrębność sądową ujętą w spisanych statutach (Zwód Prażmowskiego z 1530, następnie Zwód Goryńskiego z 1540).

## Urzędy
Województwo mazowieckie wprowadzało do Senatu Rzeczypospolitej dwóch senatorów większych: wojewodę mazowieckiego i kasztelana czerskiego, a mniejszych aż sześciu: kasztelanów wiskiego, wyszogrodzkiego, zakroczymskiego, warszawskiego, ciechanowskiego i liwskiego.

## Symbolika

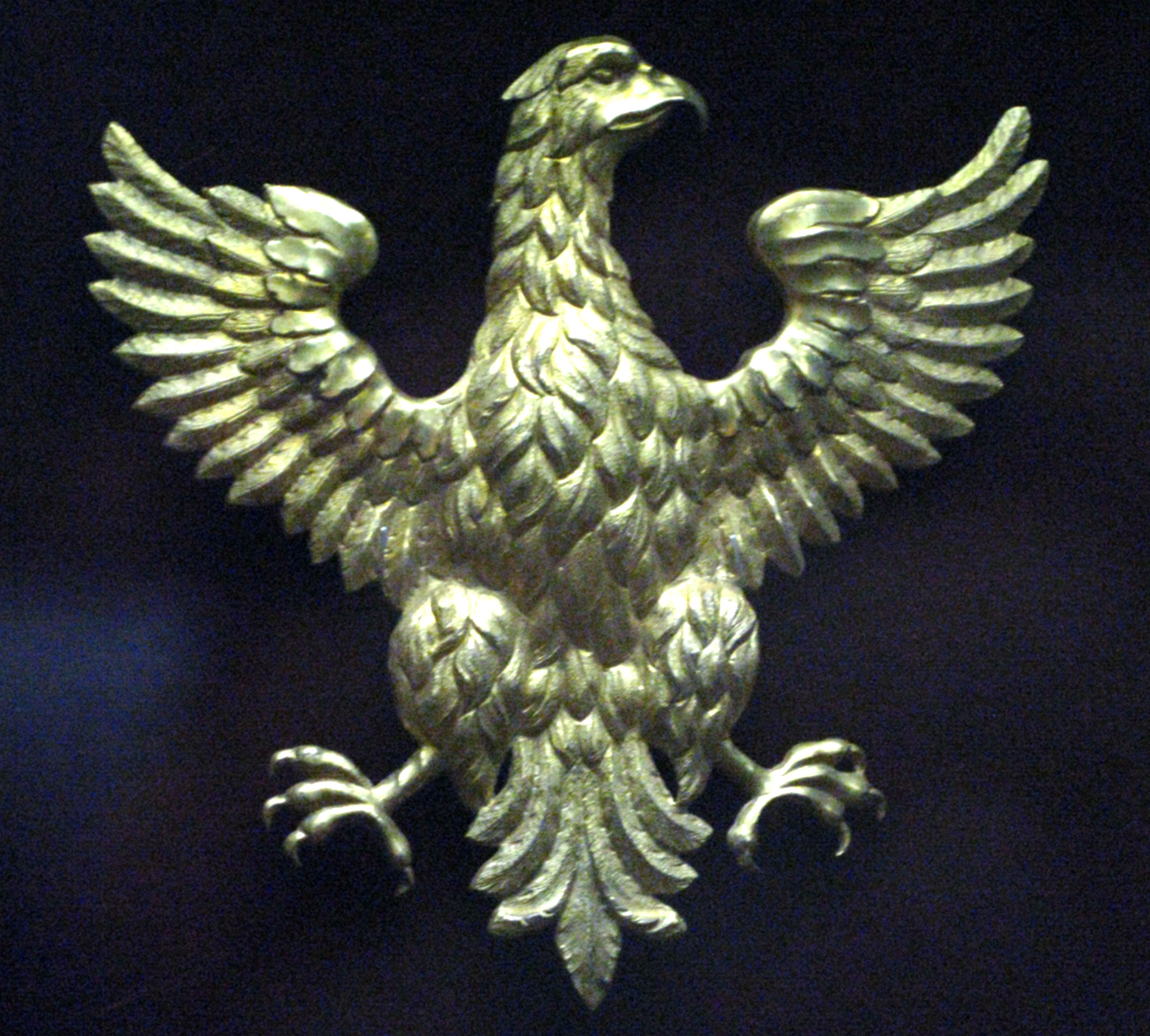
Orzeł złocony województwa mazowieckiego (koniec XVIII wieku)

Herbem województwa mazowieckiego był orzeł srebrny bez korony z przepaską na ogonie, w polu czerwonym.
Popis rycerstwo mazowieckie odbywało w każdej ze swoich ziem. Mundurem sejmowym wszystkich ziem województwa mazowieckiego był: kontusz ciemno-szafirowy, wyłogi i żupan barwy słomianej, guzy z literami X. M., na pamiątkę dawnej udzielności Księstwa Mazowieckiego.

## Terytorium

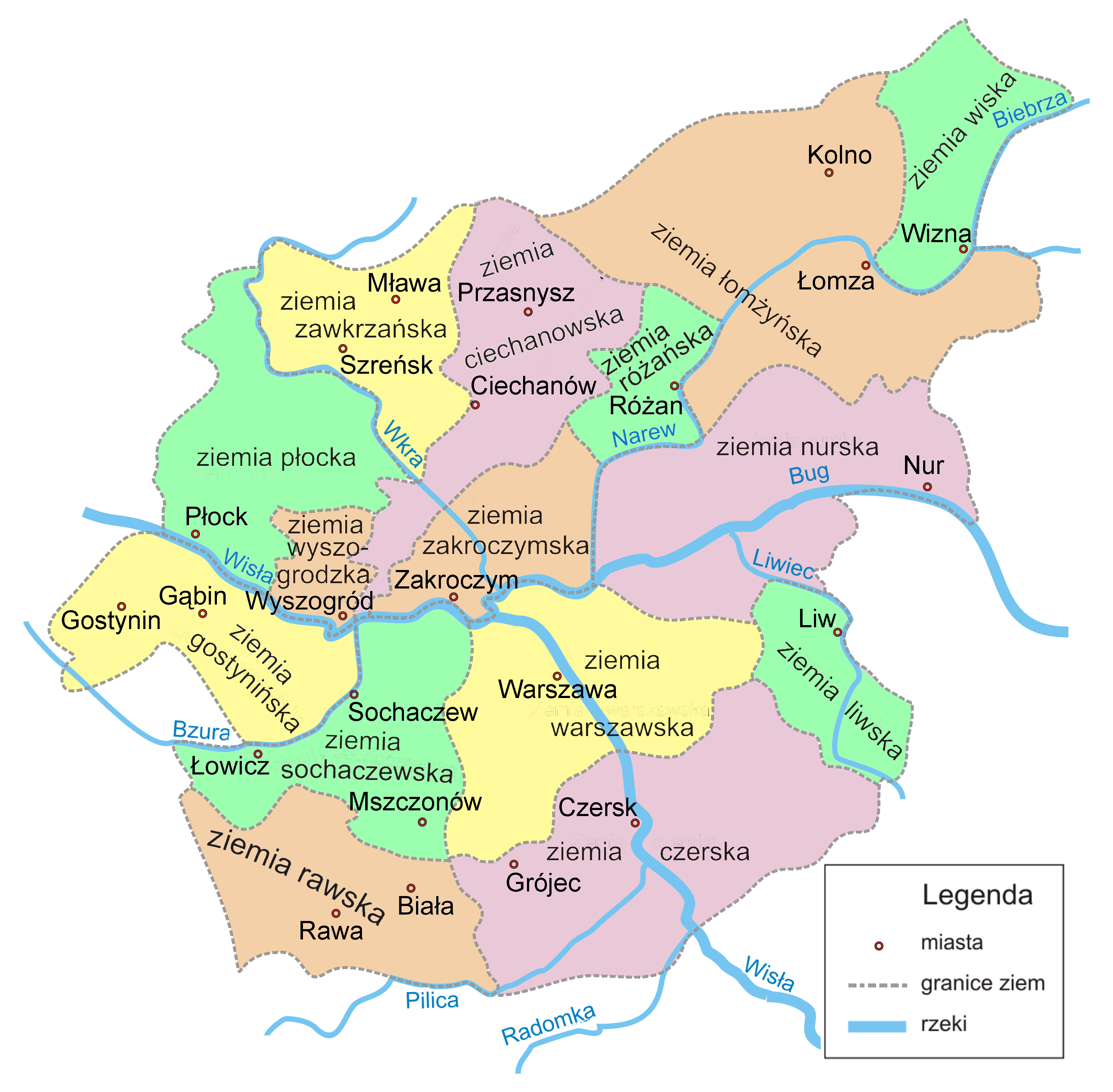
Podział Księstwa Mazowieckiego na ziemie w woj. mazowieckim, rawskim i płockim

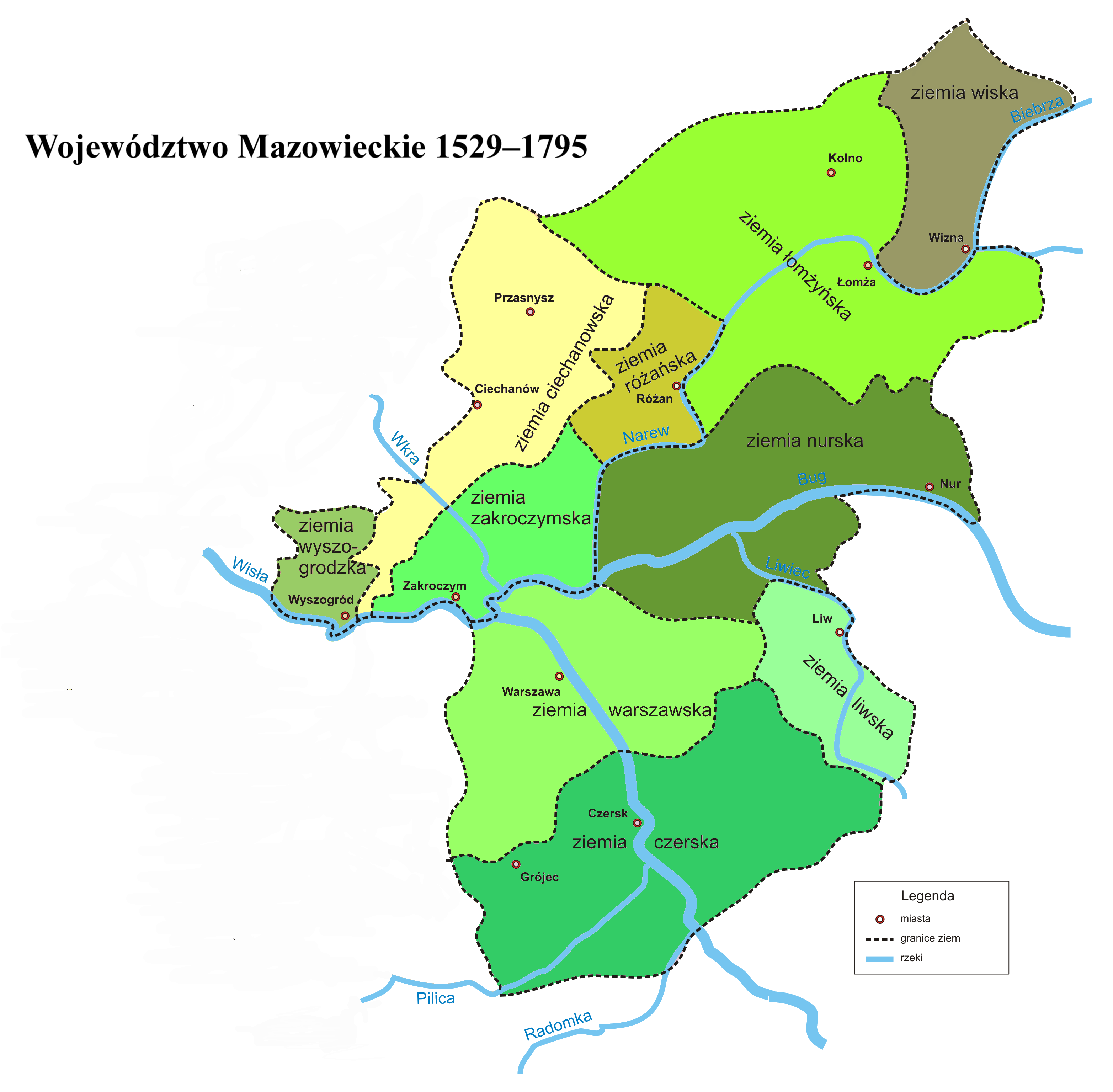
Województwo mazowieckie w latach 1529–1795

| Ziemia                    | Powiat                    | Powierzchnia w mil² | Powierzchnia w km² |
| ------------------------- | ------------------------- | ------------------- | ------------------ |
| ziemia czerska            | powiat czerski            | 44,32               | 2440,25            |
| ziemia czerska            | powiat grojecki           | 12,67               | 697,74             |
| ziemia czerska            | powiat warecki            | 16,42               | 904,44             |
| ziemia czerska            | Razem Σ                   | 73,41               | 4042,43            |
| ziemia warszawska         | powiat warszawski         | 51,93               | 2859,69            |
| ziemia warszawska         | Razem Σ                   | 51,93               | 2859,69            |
| ziemia wyszogrodzka       | powiat wyszogrodzki       | 11,41               | 628,78             |
| ziemia wyszogrodzka       | Razem Σ                   | 11,41               | 628,78             |
| ziemia zakroczymska       | powiat zakroczymski       | 6,07                | 334,41             |
| ziemia zakroczymska       | powiat nowomiejski        | 14,91               | 820,94             |
| ziemia zakroczymska       | Razem Σ                   | 20,98               | 1155,35            |
| ziemia ciechanowska       | powiat ciechanowski       | 12,65               | 696,82             |
| ziemia ciechanowska       | powiat przasnyski         | 31,33               | 1725,33            |
| ziemia ciechanowska       | powiat sąchocki           | 5,15                | 283,07             |
| ziemia ciechanowska       | Razem Σ                   | 49,13               | 2705,22            |
| ziemia wiska (wizka)      | powiat wiski              | 10,09               | 555,86             |
| ziemia wiska (wizka)      | powiat wąsoski            | 15,68               | 863,74             |
| ziemia wiska (wizka)      | Razem Σ                   | 25,77               | 1419,60            |
| ziemia łomżyńska          | powiat łomżyński          | 13,86               | 763,48             |
| ziemia łomżyńska          | powiat kolneński          | 12,39               | 682,34             |
| ziemia łomżyńska          | powiat zambrowski         | 15,14               | 833,98             |
| ziemia łomżyńska          | powiat ostrołęcki         | 35,97               | 1980,50            |
| ziemia łomżyńska          | Razem Σ                   | 77,36               | 4260,30            |
| ziemia różańska           | powiat różański           | 10,59               | 583,51             |
| ziemia różańska           | powiat makowski           | 5,70                | 313,85             |
| ziemia różańska           | Razem Σ                   | 16,29               | 897,36             |
| ziemia nurska             | powiat nurski             | 18,49               | 1001,77            |
| ziemia nurska             | powiat ostrowski          | 9,30                | 512,47             |
| ziemia nurska             | powiat kamieniecki        | 38,87               | 2141,40            |
| ziemia nurska             | Razem Σ                   | 66,36               | 3655,64            |
| ziemia liwska             | powiat liwski             | 17,20               | 3655,64            |
| ziemia liwska             | Razem Σ                   | 17,20               | 3655,64            |
| województwo mazowieckie Σ | województwo mazowieckie Σ | 409,84              | 22571,77           |

## Ziemie

### Ziemia ciechanowska
Sejmiki odbywały się w Ciechanowie, wysyłała 2 posłów i co piąty rok deputata. Powiaty:
- ciechanowski
- przasnyski
- sąchocki

Starostwo grodowe znajdowało się w Ciechanowie. Ziemia miała kasztelana drążkowego, który w senacie zajmował miejsce w ostatnim szeregu.

### Ziemia czerska
Sejmiki tej ziemi odbywały się w Czersku, szlachta wybierała 2 posłów na sejm i 1 deputata do Trybunału Koronnego co pięć lat. W ziemi były 3 powiaty:
- czerski (garwoliński – wydzielony z czerskiego w 1539 r.)
- grójecki
- warecki

W Czersku znajdowało się starostwo grodowe. W ziemi istniało 6 starostw niegrodowych: grójeckie, wareckie, garwolińskie, latowickie, osieckie i stromeckie. Kasztelan czerski był drugim co do starszeństwa, po wojewodzie, senatorem w województwie, zajmując miejsce wśród kasztelanów krzesłowych.

### Ziemia liwska
Sejmiki odbywały się w Liwie, wybierano 2 posłów i 1 deputata do Trybunału co piąty rok. Niepodzielona na powiaty. Starostwo grodowe znajdowało się w Liwie. Istniało niegrodowe starostwo korytnickie. Ziemia miała senatora, kasztelana, zasiadającego w senacie na ostatnim „drążku”.

### Ziemia łomżyńska
Sejmiki odbywały się w Łomży, wybierano 2 posłów i 1 deputata co piąty rok. Była największa w województwie, miała 4 powiaty:
- łomżyński (łomzieński)
- kolneński (koleński lub koliński)
- zambrowski
- ostrołęcki

Starostwo grodowe znajdowało się w Łomży. Oprócz grodu łomżyńskiego starosta opiekował się również grodami w Ostrołęce, Zambrowie i Kolnie. Istniało również niegrodowe starostwo ostrołęckie obejmujące Puszczę Zieloną.

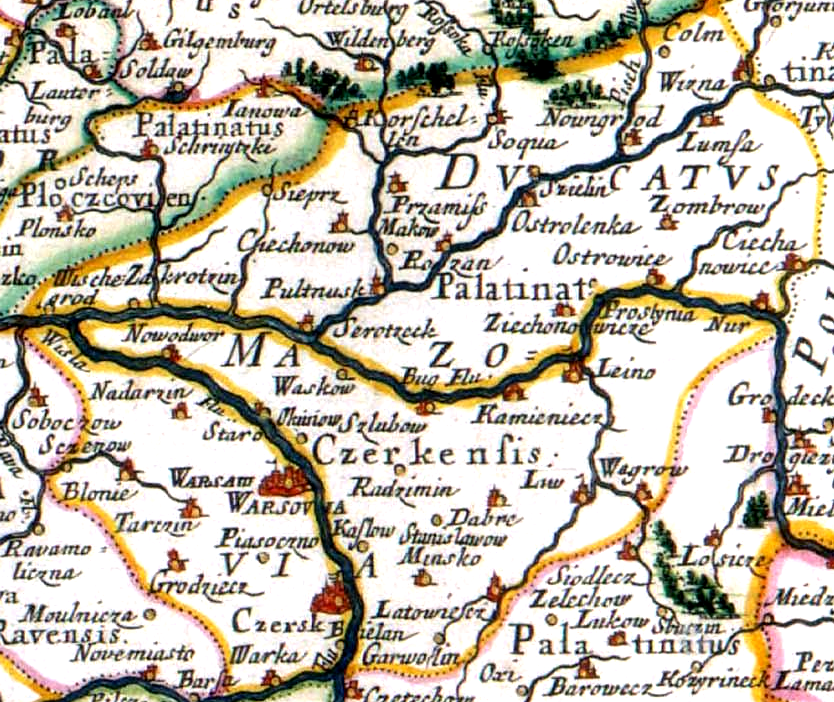
Księstwo Mazowieckie na mapie z XVII wieku

### Ziemia nurska
Sejmikowała w Nurze, wybierała 2 posłów i 1 deputata do trybunału co piąty rok. Dzieliła się na 3 powiaty:
- nurski
- ostrowski
- kamieńczykowski

Do starostwa grodowego w Nurze należały również grody w Ostrowiu i Kamieńczyku.

### Ziemia różańska
Sejmiki odbywały się w Różanie, wybierano 2 posłów i 1 deputata co piąty rok, miała 2 powiaty:
- różański
- makowski

### Ziemia warszawska
Szlachta tej ziemi odbywała sejmiki w Warszawie, wybierała 2 posłów i 1 deputata do Trybunału co pięć lat. W ziemi były 3 powiaty:
- warszawski
- błoński
- tarczyński

Starostwo grodowe znajdowało się w Warszawie. Istniały też 3 starostwa niegrodowe: błońskie, stanisławowskie i piaseczyńskie. Ziemia posiadała senatora, kasztelana warszawskiego, będącego tzw. kasztelanem drążkowym zasiadającym w senacie pod koniec, pomiędzy kasztelanami sochaczewskim i gostyńskim.

### Ziemia wiska
Zamieszkana przeważnie przez liczną szlachtę zagrodową, sejmikowała w Wiźnie, wybierała 2 posłów na sejm i 1 deputata do Trybunału co pięć lat. W ziemi były początkowo 2, później 3 powiaty:
- wiski
- wąsoski
- radziłowski – ze względu na dużą ilość szlachty wyodrębniony w 1548 r. jako trzeci powiat

Starostwo grodowe miało siedzibę w Wiźnie. Podlegał mu także gród w Wąsoszu. Ziemia miała swojego kasztelana, zajmującego dalekie miejsce wśród kasztelanów drążkowych.

### Ziemia wyszogrodzka
Sejmikowała w Wyszogrodzie, wybierała na sejmy 2 posłów i co piąty rok deputata do Trybunału, niepodzielona ze względu na małą powierzchnię na powiaty. Starostwo grodowe znajdowało się w Wyszogrodzie. Ziemia miała swojego kasztelana, zajmującego miejsce w ostatnim rzędzie kasztelanów drążkowych.

### Ziemia zakroczymska
Sejmikowała w Zakroczymiu, wybierała 2 posłów i 1 deputata co piąty rok. W ziemi były 2 powiaty:
- zakroczymski
- nowomiejski

Ziemia posiadała kasztelana, który zajmował miejsce w ostatnim rzędzie kasztelanów drążkowych.